# ایکسترفینسه‌کانال
ایکسترفینسه‌کانال (به هلندی: Eexterveenschekanaal) یک منطقهٔ مسکونی در هلند است که در آ ان هونزه واقع شده‌است. ایکسترفینسه‌کانال ۲۲۷ نفر جمعیت دارد.